# بارانووو (استان ماسوویان)
بارانووو (به لهستانی:  Baranowo) یک روستا در لهستان است که در گمینا بارانووو واقع شده‌است. بارانووو ۱٬۲۵۰ نفر جمعیت دارد.